# Anti-Life
Pour les articles homonymes, voir Breach.
Pour plus de détails, voir Fiche technique et Distribution.
Anti-Life (Breach) est un film d'action et de science-fiction américain réalisé par John Suits, sorti en 2020 en VOD.

## Synopsis
En 2242, alors que notre monde meurt, afin de faire survivre la vie humaine, une arche spatiale de 300 000 survivants se dirige vers une nouvelle planète surnommée la « Nouvelle Terre ». Futur père, un jeune homme, Noah, parvient à se faire passer pour un mécanicien pour embarquer dans la navette avec sa petite amie enceinte, Hayley. Pourtant, rapidement, lors du voyage, deux mécanos, Blue et Shady, sont infectés par un parasite mutant qui les transforme en tueurs assoiffés de sang. Dès lors, protégé par son mentor technicien Clay Young, Noah comprend que l'alien cherche à détruire l'équipage pour l'empêcher d'atteindre leur nouvel Eldorado. Mais l'alien belliqueux passe de corps en corps pour tuer les passagers et la paranoïa s'installe parmi eux. Pour débarquer sur la « Nouvelle Terre » en toute sécurité, Noah, Young et d'autres personnes de l'équipage, dont le père d'Hayley, qui n'est d'autre que l'amiral du vaisseau, n'ont pas d'autre choix de déclarer la guerre contre le parasite mutant...

## Fiche technique
- Titre original : Breach
- Titre français : Anti-Life
- Réalisation : John Suits
- Scénario : Edward Drake et Corey Large
- Photographie : Will Stone
- Musique : Scott Glasgow
- Production : Corey Large, Mike Donovan, Ryan Charles Griffin et Danny Roth
- Sociétés de production : Saban Films, Screen Media, Mep Capital, Film Mode Entertainment, 308 Enterprises et Almost Never Films
- Sociétés de distribution : Saban Films (États-Unis), Metropolitan FilmExport (France)
- Pays d'origine :  États-Unis
- Langue originale : anglais
- Format : couleur - 2.35:1
- Genre : action, science-fiction
- Durée : 92 minutes
- Dates de sortie :
  - États-Unis : 18 décembre 2020 (en VOD) [2]
  - France : 18 mars 2021 (en DVD et Blu-ray)

## Distribution
- Bruce Willis (VF : Éric Herson-Macarel) : Clay
- Cody Kearsley (VF : Nicolas Matthys) : Noah
- Rachel Nichols (VF : Micheline Tziamalis) : Chambers
- Kassandra Clementi (VF : Audrey D'Huistière) : Hayley
- Johnny Messner (VF : Jean-François Rossion) : Blue
- Corey Large (VF : Simon Duprez) : Lincoln
- Callan Mulvey (VF : Marc Weiss) : Teek
- Timothy V. Murphy (VF : Jean-Michel Vovk) : Commandant Stanley
- Johann Urb (VF : Pierre Lognay) : Shady
- Angie Pack (VF : Delphine Moriau) : Ortega
- Thomas Jane (VF : Sébastien Hébrant) : Amiral Adams
- Ralf Moeller : Vyrl
- Alexander Kane : Commandant Riggins
- Elicia Davies : Veronica
- Swen Temmel : Fitzgerald